# Биела вода
Биела вода (на сръбски: Бијела Вода) е село в Босна и Херцеговина, разположено в община Соколац, в ентитета на Република Сръбска. Населението му според преброяването през 2013 г. е 15 души, от тях: 15 (100 %) сърби.

## Население
Численост на населението според преброяванията през годините:
- 1961 – 200 души
- 1971 – 162 души
- 1981 – 29 души
- 1991 – 33 души
- 2013 – 15 души